# 趙梴
趙 梴（ちょう てん、1112年 - ?）は、北宋の徽宗の第23皇子（夭逝を除いて第18皇子）。

## 経歴
貴妃王氏の子として生まれた。同母兄に趙楷、同母姉に崇徳帝姫・保淑帝姫・熙淑帝姫がいる。相国公の位を授けられた。
靖康の変の際の混乱で、趙梴と容貌がよく似ていた李浩という少年が、金軍に誤って捕らえられた。欽宗はこれを幸いとし、機に乗じて本物の趙梴の逃亡を画策したが、失敗した。完顔設野馬（趙梴の異母姉の趙富金の後夫）の干渉で、徹底的な追及は免れた。この頃、金軍に拉致された趙柍（趙梴の異母弟で、明節皇后の子）が軍営で死去した。結局、趙梴が趙柍の名で、李浩が趙梴の名で連行された。
金に到着後（金の天会5年（1127年）6月）、設野馬が太宗呉乞買に願い出て、2人は赦免された。翌月、設野馬は側女の陳桃花（元は徽宗の妃嬪）を趙梴に、耶律氏を李浩に、妻として与えた。その後、趙梴は燕山（北京）に定住した。金の天会8年（1130年）、完顔斜保（趙梴の異母姉の趙珠珠の夫）も側女の孔令則（元は趙柍の婚約者）を趙梴に与えた。
『三朝北盟会編』（1162年完成）によると、同書の頃まで趙梴は金で健在であった。

## 家族
- 妻：陳桃花
- 側室：孔令則
- 男子：趙成功、趙成式 - 陳桃花の子。
- 女子：趙氏 - 孔令則の娘。

## 伝記資料
- 『宋史』
- 『靖康稗史箋證』
- 『宋会要輯稿』
- 『三朝北盟会編』